# Проспект Николая Никольского
Проспе́кт Никола́я Нико́льского (Нико́льский проспе́кт) — улица в Московском районе города Чебоксары Чувашской Республики.
Служит для соединения Северо-Западного и Юго-Западного микрорайонов, далее продолжается на восток, образуя объездную магистраль вокруг городского центра: проспект Николая Никольского — улица Зои Космодемьянской — улица Юлиуса Фучика — улица Гагарина.
Сам проспект начинается от кругового перекрёстка на Московском проспекте, заканчивается на Октябрьском мосту через реку Чебоксарку.

## Происхождение названия
Безымянная полукольцевая магистраль от улицы Гагарина (Гагаринского моста) в центре города до кольца на Московском проспекте (остановка общественного транспорта «Роща») получила своё название в 2003 году в честь первого чувашского профессора, этнографа и историка — Николая Васильевича Никольского (1878—1961), организатора первого чувашского газетного издательства на родном языке «Хыпар» (Весть), профессора Казанского университета, опубликовавшего около 200 научных трудов (ранее часть магистрали именовалась Октябрьским шоссе).

## Вдоль проспекта расположены
- Республиканский клинический госпиталь для ветеранов войн[4]
- Берендеевский лес
- Часть деревни Протопопиха

## Благоустройство
В 2007 году была проведена реконструкция дорожного полотна проспекта (движение стало 3-полосным в двух направлениях).

## Изображения

Проспект Николая Никольского зимой

## Смежные улицы
- Улица Гузовского
- Московский проспект
- Улица Юлиуса Фучика
- Улица Энтузиастов